# Assassínio em massa

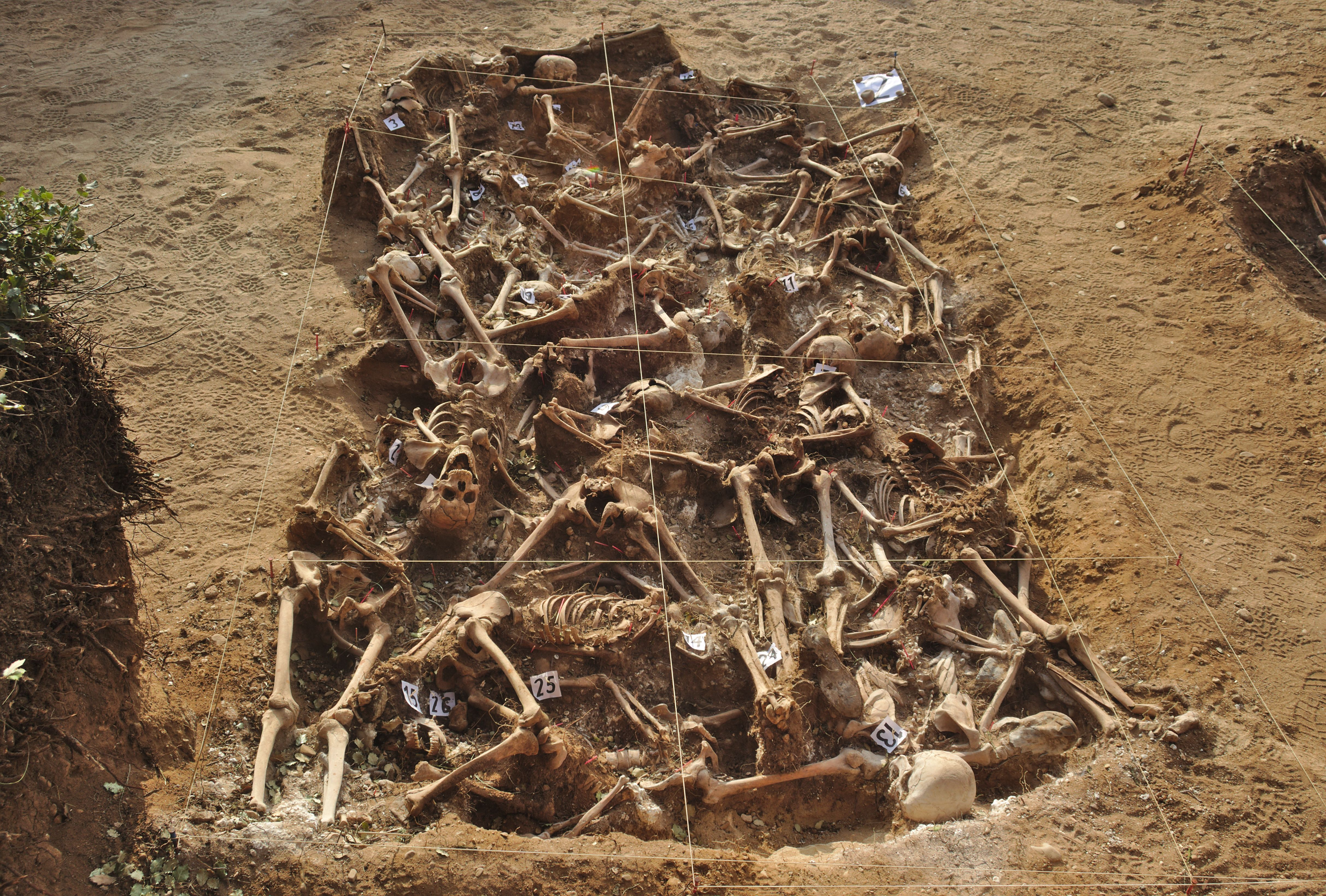
Ossadas de republicanos espanhóis mortos pelas forças fascistas de Francisco Franco durante a Guerra Civil Espanhola. Em conflitos e guerras totais, massacres e assassinatos em massa, principalmente de civis, são recorrentes.

Assassínio em massa ou assassinato em massa, também chamado de massacre ou chacina, é o ato de assassinar, simultaneamente ou em curto período de tempo, um grande número de pessoas. Pode ser cometido por indivíduos ou organizações.
Os maiores assassínios em massa da história têm se confundido com o genocídio, baseados frequentemente em conceitos étnicos ou religiosos. O termo genocídio acabou se generalizando, mesmo que o massacre não tenha se dirigido a grupos em particular (o que o caracterizaria).

## Autoria

### Indivíduos
Fora de algum contexto político, o termo assassínio em massa se refere ao ato de matar grande número de pessoas ao mesmo tempo. Os exemplos incluiriam disparar uma arma de fogo contra uma multidão, ou incendiar um local com grande concentração de pessoas.
O Bureau of Justice Statistics define o assassinato em massa como aquele que tira a vida de quatro ou mais pessoas em uma única ocorrência.
A maior parte dos que cometem assassínios em massa se situam em três categorias:
- aniquiladores de famílias;
- indivíduos com problemas mentais;
- trabalhadores contrariados.

Este último item (trabalhadores contrariados) contém uma terminologia geralmente equivocada, já que a maioria dos que cometem assassínios em massa são ex-trabalhadores, desempregados que posteriormente voltam ao antigo local de trabalho para matar seus colegas.
Essa definição é obviamente obsoleta, e não abrange os massacres cometidos por estudantes, como foi o caso do massacre do Instituto Columbine, em que jovens transtornados, acometidos de um furor assassino adentraram a escola e mataram estudantes e professores, sem distinção, e depois se suicidaram.
Também há casos de assassínios em massa aparentemente "sem intenção", ou, pelo menos, sem premeditação. É o caso do refugiado cubano Julio Gonzalez, que incendiou o clube noturno "Happy Land", em Nova Iorque, após discutir com sua noiva e ser expulso do local. No incêndio, 87 pessoas morreram, mas sua noiva foi salva.
Alguns desses assassínios podem ter motivos financeiros, pelos quais matar seria um meio ou resultado inesperado de um assalto.
Raramente há um motivo de ordem sexual nos casos de assassínios em massa.
De acordo com o livro Copycat Effect, de Loren Coleman, a publicidade sobre essas ocorrências tendem a provocar mais eventos similares.

### Estado
O conceito estatal responsável pelos assassinos em massa cobre uma gama potencial de mortes. Exemplos claros do Estado responsável pelos massacres inclui:
- Genocídio de um grupo étnico ou religioso em particular, externo ou interno ao Estado da mesma maneira que o holocausto contra os judeus ou o genocídio armênio.
- Assassino em massa com perfil político (crime político) quando mata em particular um grupo político dentro de um país igual no caso da limpeza étnica empreendido contra os tártaros da Crimeia e outras minorias durante o grande expurgo de Josef Stalin.
- Massacre deliberado de civis durante tempo de guerra, é o caso do Massacre de Nanquim ou das bombas atômicas durante Segunda Guerra Mundial.
- Assassinos em massa cometidos pela polícia (veja violência policial), como por exemplo a Chacina da Candelária e o Massacre do Carandiru que deixou 111 detentos mortos.

Algumas pessoas consideram que qualquer morte em combate deveria ser considerada como assassinato em massa feito pelo Estado embora não seja consenso.

## Contextos

### Terrorismo
Em anos recentes o terrorismo tem cometido assassínios em massa como atos de intimidação ou publicidade. Exemplos recentes são os ataques de 11 de setembro de 2001 e os atentados de 11 de março de 2004.

### Guerras
A morte injusta de um grande número de civis e prisioneiros de guerra também é chamado crime de guerra e inclusive pode ser denominado genocídio se estiver presente a motivação étnica assim como aconteceu com a desagregação da Iugoslávia, durante a colonização dos norte-americanos e a morte de milhares ou possivelmente milhões de hindus e islâmicos pelas forças armadas do Paquistão em 1971. Outro exemplo é o assassinato de mais de 4 000 seres humanos sob as ordens de Augusto Pinochet Ugarte no Chile nas décadas de 70 e 80 e começo da década de 90, todos impunes. Vale ressaltar também o Massacre de My Lai durante a Guerra do Vietnã, onde em março de 1968 soldados americanos assassinaram centenas de civis vietnamitas desarmados, dentre em sua maioria, crianças, mulheres, idosos e até animais. O massacre ocorreu na aldeia de My Lai e áreas circundantes na província de Quang Ngai no Vietnã do Sul. Os mandantes do massacre receberam apoio do então presidente Richard Nixon e apenas um foi condenado e teve sua pena abrandada. Outro caso notável foi o do grupo rebelde Ahrar al-Sham. Foi o primeiro grupo rebelde na Síria em 2010 e cometeu o primeiro massacre de mais de 100 pessoas na Primavera Árabe.